# Большой Бор (Архангельская область)
Большо́й Бор — деревня в Онежском районе Архангельской области. Входит в состав Чекуевского сельского поселения.

## География
Через деревню проходит автодорога «Онега — Вонгуда — Большой Бор — Поле — Щукозерье — Обозерский».
Деревня расположена на левом берегу реки Кодина в 4 км от её впадения в Онегу.

## История
Населённый пункт — один из древнейших в бассейне Онеги. Образован слиянием нескольких деревень (Филипповская, Карповская, Оксеновская, Власовская, Перфиевская), входивших в середине XVI века в состав волости Чухчин Бор Турчасовского стана Каргопольского уезда. В начале XVIII века волость стала называться Боровской. К 1744 году в ней осталось две деревни: Филипповская и Карповская.
До 1764 года волость была вотчиной Онежского Крестного монастыря.
В 1920 году переименована в Большой Бор.
В 1929 году, после упразднения Чекуевской волости Онежского уезда Архангельской губернии, деревня Большой Бор вошла в состав Чекуевского сельсовета Чекуевского района Северного края. В 1931 году Чекуевский район был упразднён, деревня вошла в состав Онежского района. С января 1963 года по январь 1965 года Чекуевский сельский совет входил в состав Плесецкого сельского района.

## Население
| 2002 | 2010 | 2012 |
| ---- | ---- | ---- |
| 326  | ↘306 | ↘299 |

## Памятники культуры

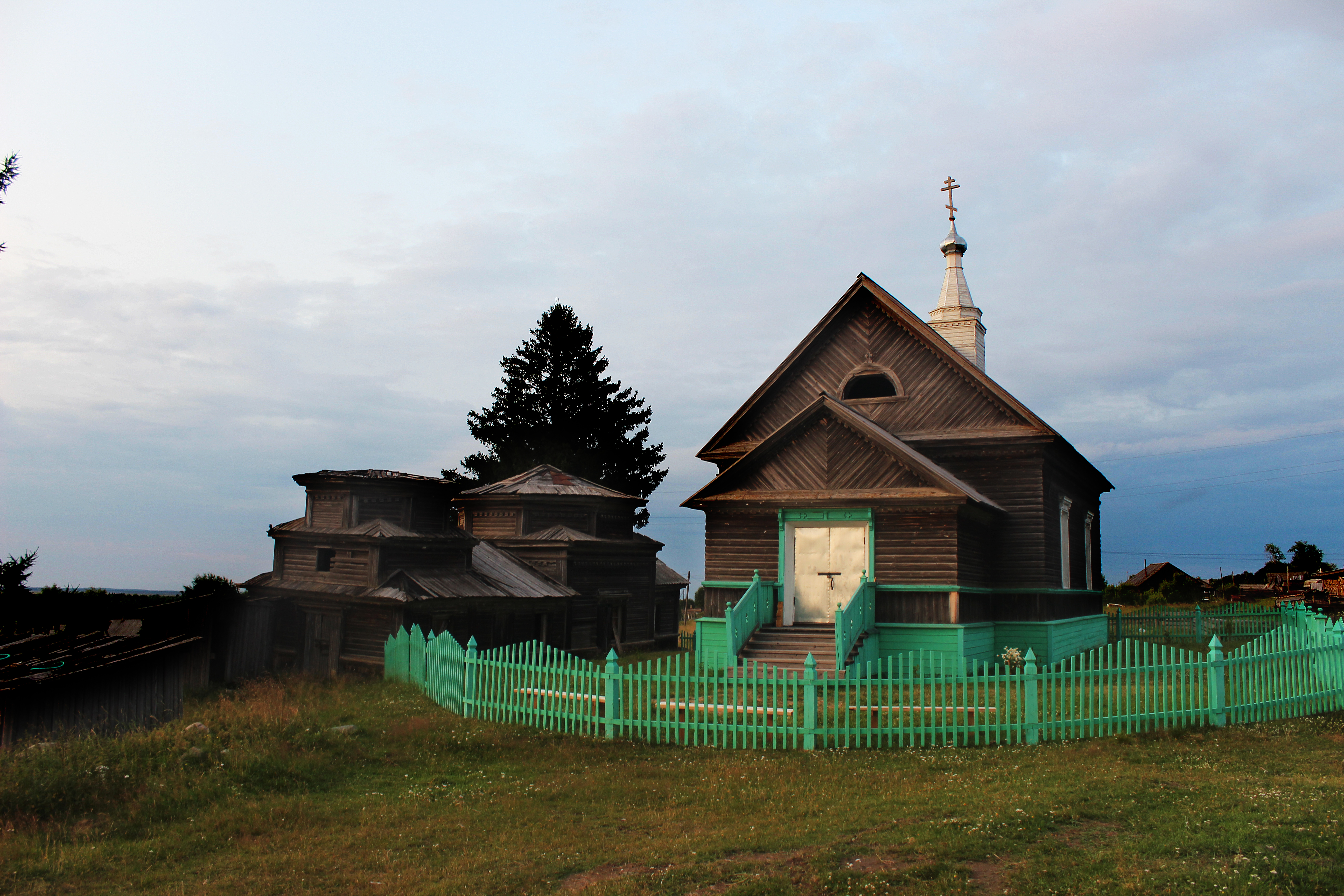
Ильинская (1855)[6] и Георгиевская (1882)[7] церкви